# Championnats Univers
Les Championnats Univers est un événement sportif international annuel dans le domaine du culturisme, organisé par la National Amateur Body-Builders' Association (NABBA). Appelé à l'origine concours Mr. Universe, l'événement a changé de nom en 1968 avec l'élargissement du concours aux catégories feminines. Parmi les lauréats du concours les plus notables, l'acteur et ancien gouverneur de Californie Arnold Schwarzenegger ainsi que l'acteur et culturiste Steve Reeves (1926-2000).

## Histoire

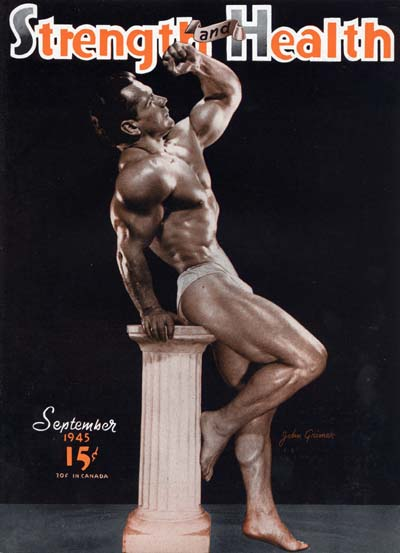
John Grimek, le premier M. Univers, posant pour le magazine organisateur de l'événement.

En 1948, David Johnston, alors rédacteur en chef du magazine Health & Strength magazine, et son équipe ont organisé à Londres le premier concours Mr Univers, en parallèle avec les Jeux olympiques. Une ligue, la Health & Strength League, est créée à cette occasion. L'événement a attiré l'attention des culturistes ainsi que le public en général qui a pris d'assaut le théâtre de la Scala pour assister à l'évènement. John Grimek remporta le premier titre, avec Steve Reeves terminant deuxième. Reeves déclara à cette occasion : « Je pense que John Grimek est le plus grand culturiste qui a jamais existé ! ».
Même si la Health & Strength League n'a pas organisé de concours en 1949, ses membres ont continué à œuvrer en coulisses pour fonder la National Amateur Body-Builders' Association (NABBA), qui devient responsable de l'organisation du concours en 1950. Steve Reeves est couronné à cette occasion. Même si dans les faits il est le premier champion NABBA, ce n'est pas sa silhouette qui a été choisie pour le logo de la NABBA, mais celle de John Grimek. C'est toujours le cas jusqu'à présent.
En 1955, après une très belle carrière en compétition, Oscar Heidenstam devient secrétaire de la NABBA. Il devient rapidement la principale force motrice non seulement de la NABBA, mais aussi du concours Mr Univers. Dans le même temps, un réseau de lieux de démonstration est créé pour promouvoir le sport au Royaume-Uni.
Le concours M. Univers connaît un succès rapide grâce à la participation de plusieurs des grands noms du culturisme tels que John Grimek, Steve Reeves, Reg Park et Bill Pearl. Dans les années 1960 et 1970, le concours M. Univers sert de rampe de lancement pour de nombreux culturistes célèbres tels que Arnold Schwarzenegger, Lou Ferrigno, Serge Nubret et beaucoup d'autres.
Ces derniers sont les champions les plus influents, de par leur participation mais également et surtout pour avoir encouragé d'autres personnes en Amérique et en Europe à prendre part au concours Mister Univers. Leur engagement sert toujours de puissant incitatif à de nombreux jeunes culturistes.
À l'origine le concours Mister Univers était dédié uniquement à la catégorie amateurs hommes, puis la catégorie des professionnels a été ajoutée en 1952. Les statuts de la NABBA Royaume-Uni définissent traditionnellement un amateur comme quelqu'un qui « n'a jamais participé et/ou reçu un prix en argent dans un événement sportif public professionnel ». De nos jours, la NABBA International, l'entité administrative internationale, propose des Cartes Pro aux lauréats des quatre catégories des championnats du monde NABBA. Entre 2011 et 2013, en raison du manque d'intérêt pour la catégorie professionnelle, cette dernière a été délaissée. En 2013 cependant, après sept ans d'absence de la compétition, Lee Priest fait son retour et remporte le titre amateur. À la suite de cette victoire, le conseil d'administration de la NABBA International décide en 2014 le rétablissement de la catégorie professionnelle, ce qui est fait en 2014, aux championnats du monde NABBA de Belfast, en Irlande du Nord. En 2014, Dave Titterton remporte le titre M. Univers Professionnel à Southport, en Angleterre.
Les championnats sont ouverts aux femmes à partir de 1968 avec la création du titre « Ms Physique ». Ce titre est ensuite divisé en 1986 en deux catégories : « Ms Physique » et « Ms Figure ». La catégorie Ms Physique a depuis été abandonnée et remplacée par la catégorie « Ms Figure tonique ».
En 1988, la catégorie Mr Univers Junior est introduite pour les hommes de moins de 21 ans. Elle est interrompue entre 1990 et 1999, mais revient en 2000.
En 1991, la catégorie Maître +40 (plus de 40 ans) est introduite. Le premier lauréat est l'Australien Graeme Lancefield, qui bat de justesse le légendaire champion NABBA John Citrone. Par la suite, en 2002, la catégorie Maître +50 classe est introduite, avec comme premier lauréat le vétéran écossais Ian Lawrence.
Les championnats Univers NABBA sont organisés sous l'égide de la NABBA Royaume-Uni et de son président Jim Charles.
L'IFBB a organisé une compétition concurrente appelée « M. Univers IFBB », mais elle l'a renommée en championnats du monde amateur de Culturisme en 1976.

## Arbitrage
Les athlètes sont jugés sur leur symétrie, les proportions et la taille et la clarté de chaque groupe musculaire. L'essentiel des sélections se fait pendant la journée (les pré-sélections), avant la finale organisée le soir comme un spectacle télévisé.

## Lauréats
Les championnats Univers comprennent les catégories suivantes, M. Univers amateur, M. Univers Junior, M. Univers Maître +40, M. Univers Maître +50 et M. Univers Professionnel chez les hommes, et Miss Univers Figure et Miss Univers Figure tonique chez les femmes.
| Année | Mr Universe           | Mr Universe           | Miss Universe        | Miss Universe            |
| Année | Amateur               | Pro                   | Physique             | Figure                   |
| ----- | --------------------- | --------------------- | -------------------- | ------------------------ |
| 1948  | John Grimek           |                       |                      |                          |
| 1950  | Steve Reeves          |                       |                      |                          |
| 1951  | Reg Park              |                       |                      |                          |
| 1952  | Mohamed Nasr          | Juan Ferrero          |                      |                          |
| 1953  | Bill Pearl            | Arnold Dyson          |                      |                          |
| 1954  | Enrico Thomas         | Jim Park              |                      |                          |
| 1955  | Mickey Hargitay       | Leo Robert            |                      |                          |
| 1956  | Ray Schaeffer         | Jack Delinger         |                      |                          |
| 1957  | John Lees             | Arthur Robin          |                      |                          |
| 1958  | Earl Clark            | Reg Park              |                      |                          |
| 1959  | Len Sell              | Bruce Randall         |                      |                          |
| 1960  | Henry Downs           | Paul Wynter           |                      |                          |
| 1961  | Ray Routledge         | Bill Pearl            |                      |                          |
| 1962  | Joe Abbenda           | Len Sell              |                      |                          |
| 1963  | Tom Sansome           | Joe Abbenda           |                      |                          |
| 1964  | John Hewlett          | Earl Maynard          |                      |                          |
| 1965  | Elmo Santiago         | Reg Park              |                      |                          |
| 1966  | Chester Yorton        | Paul Wynter           |                      |                          |
| 1967  | Arnold Schwarzenegger | Bill Pearl            |                      |                          |
| 1968  | Dennis Tinerino       | Arnold Schwarzenegger | Silvia Hibbert       |                          |
| 1969  | Boyer Coe             | Sergio Oliva          | Jean Galston         |                          |
| 1970  | Frank Zane            | Arnold Schwarzenegger | Christine Zane       |                          |
| 1971  | Ken Waller            | Bill Pearl            | Linda Thomas         |                          |
| 1972  | Elias Petsas          | Frank Zane            | Christine Charles    |                          |
| 1973  | Lou Ferrigno          | Boyer Coe             | Jean Galston         |                          |
| 1974  | Chris Harvey          | Chris Dickerson       | Linda Cheesman       |                          |
| 1975  | Ian Lawrence          | Boyer Coe             | Linda Cheesman       |                          |
| 1976  | Shigeru Sugita        | Serge Nubret          | Cindy Breakspear     |                          |
| 1977  | Bertil Fox            | Tony Emmot            | Bridget Gibbons      |                          |
| 1978  | Dave Johns            | Bertil Fox            | Sandra Kong          |                          |
| 1979  | Ahmet Enünlü          | Bertil Fox            | Karen Griffiths      |                          |
| 1980  | Bill Richardson       | Tony Pearson          | Erika Mes            |                          |
| 1981  | John Brown            | Robby Robinson        | Jocelyn Pigeonneau   |                          |
| 1982  | John Brown            | Edward Kawak          | Jocelyn Pigeonneau   |                          |
| 1983  | Jeff King             | Edward Kawak          | Mary Scott           |                          |
| 1984  | Brian Buchanan        | Edward Kawak          | Mary Scott           |                          |
| 1985  | Tim Belknap           | Edward Kawak          | Jocelyn Pigeonneau   |                          |
| 1986  | Charles Clairmonte    | Lance Dreher          | Monika Steiner       | Heidi Thomas             |
| 1987  | Basil Francis         | Olev Annus            | Connie McClosky      | Sonia Walker             |
| 1988  | Victor Terra          | Charles Clairmonte    | Lisa Campbell        | Sarah Staunton           |
| 1989  | Matt Dufresne         | Charles Clairmonte    | Tatjana Scholl       | Tracey Citrone           |
| 1990  | Peter Reid            | Charles Clairmonte    | Monika Debatin       | Browny OBrien            |
| 1991  | Reiner Gorbracht      | Victor Terra          | Ute Geisel           | Helen Maderson           |
| 1992  | Mustafa Mohammad      | Peter Reid            | Bernadette Price     | Anita Lawrence           |
| 1993  | Dennis Francis        | Edward Kawak          | Deborah Compton      | Ali Slater               |
| 1994  | Nick van Beeck        | John Terilli          | Kathy Butler-Corish  | Susana Perez             |
| 1995  | Grant Clemesha        | Brian Buchanan        | Kathy Butler-Corish  | Susana Perez             |
| 1996  | Federico Focherini    | Shaun Davis           | Billie Kaine         | Pina Theodoridis         |
| 1997  | Grant Thomas          | Eddy Ellwood          | Patricia Veldmann    | Claudia Mühlhaus         |
| 1998  | Gary Lister           | Eddy Ellwood          | Julia Abel           | Pina Theodoridis         |
| 1999  | Franco Malè           | Eddy Ellwood          | Taylor Young         | Giovanna Rosa            |
| 2000  | Sergei Ogorodnikov    | Eddy Ellwood          | Olga Tikhonova       | Giovanna Rosa            |
| 2001  | Steffen Müller        | Eddy Ellwood          | Anja Timmer          | Giovanna Rosa            |
| 2002  | Costantino Galeazzo   | Gary Lister           | Claudia Bianchi      | Giovanna Rosa            |
| 2003  | Hassan Al Saka        | Gary Lister           | Olga Tikhonova       | Cherie Loomes            |
| 2004  | Steve Sinton          | Hassan Al Saka        | Sandra Waterschoot   | Lorena Bucci             |
| 2005  | Charles Mario         | Sergei Ogorodnikov    | Desiree Dumpel       | Andrea Carvalho          |
| 2006  | Tomáš Bureš           | Steve Sinton          | Olga Tikhonova       | Silvia Finocchi Ferreira |
| 2007  | Orazio Salvatori      | Orazio Salvatori      | Alina Popa           | Andrea Carvalho          |
| 2008  | Lionel Beyeke         | Alessandro Savi       | Vivian Hijikema      | Maria Stukova            |
| 2009  | Martin Kasal          | Alexey Netesanov      | Larissa Cunha        | Dora Rodrigues           |
| 2010  | Miha Zupan            | Charles Mario         | Valentyna Yefyemchuk | Flora Conte              |
| 2011  | Paulo Lima Santos     |                       | Maria Kuzmina        |                          |
| 2012  | Andy Polhill          |                       | Maria Kuzmina        |                          |
| 2013  | Lee Priest            |                       | Flora Conte          |                          |
| 2014  | Barny Du Plessis      | Dave Titterton        | Dora Rodrigues       |                          |
| 2015  | Paul Stewart          | Tony Mount            | Daria Diossi         |                          |
| 2016  | Rishi Bajaj           | Tony Mount            |                      | Emma Gormley             |
| 2017  | Yasen Qadiri          | Tony Mount            |                      | Daria Diossi             |